# 晓史砖塔
晓史砖塔，位于山西省临汾市翼城县南唐乡晓史村东南城门外的河滩中。
晓史砖塔建于清代，这是一座圆形实心砖塔，高14米，直径2.7米。五级密檐式，顶层设佛龛。基座石砌方形。
1987年8月20日，晓史砖塔公布为翼城县文物保护单位。